# 4 × 400 meter stafett för damer i friidrott vid olympiska sommarspelen 2004
Stafett 4 x 400 m damer vid Olympiska sommarspelen 2004 genomfördes vid Atens Olympiska Stadion 27 och 28 augusti

## Medaljörer
| Event         | Guld                                                                                     | Guld     | Silver | Silver  | Brons                                                                               | Brons   |
| 4 x 400 meter | USA DeeDee Trotter Monique Henderson Sanya Richards Monique Hennagan Moushaumi Robinson* | 3.19,011 | Ryssland Olesia Krasnomovets Natalja Nazarova Olesia Zykina Natalja Antiuch Tatiana Firova* Natalja Ivanova* | 3.20,16 | Jamaica Novlene Williams Michelle Burgher Nadia Davy Sandie Richards Ronetta Smith* | 3.22,00 |

## Försök
Från de två kvalheaten gick de tre första lagen i vardera försöksheatet samt de två snabbaste tiderna därutöver till final.
Alla tider visas i minuter och sekunder.

Q automatiskt kvalificerad.

q en av de snabbaste tiderna därutöver.

DNS startade inte.

DNF kom inte i mål.

NR markerar nationsrekord.

SB markerar bästa resultat under säsongen.

DSQ markerar diskvalificerad eller utesluten.
| Placering | Heat | Nation         | Löpare                                                                         | Resultat | Noteringar |
| --------- | ---- | -------------- | ------------------------------------------------------------------------------ | -------- | ---------- |
| 1         | 1    | Ryssland       | Olesia Krasnomovets, Natalja Ivanova, Tatiana Firova, Olesia Zykina            | 3.23,52  | Q, SB      |
| 2         | 2    | USA            | Crystal Cox, Moushaumi Robinson, Monique Henderson, Sanya Richards             | 3:23.79  | Q          |
| 3         | 1    | Jamaica        | Ronetta Smith, Michelle Burgher, Nadia Davy, Sandie Richards                   | 3:24.92  | Q, SB      |
| 4         | 1    | Polen          | Zuzanna Radecka, Monika Bejnar, Małgorzata Pskit, Grażyna Prokopek             | 3:25.05  | Q, SB      |
| 5         | 2    | Grekland       | Hariklia Bouda, Hrisoula Goudenoudi, Dimitra Dova, Faní Halkiá                 | 3:26.70  | Q          |
| 6         | 2    | Indien         | Rajwinder Kaur, K. M. Beenamol, Chitra K. Soman, Manjit Kaur                   | 3:26.89  | Q, NR      |
| 7         | 1    | Storbritannien | Christine Ohuruogu, Catherine Murphy, Helen Karagounis, Lee McConnell          | 3:26.99  | q, SB      |
| 8         | 1    | Rumänien       | Angela Moroșanu, Alina Rapanu, Maria Rus, Ionela Tirlea-Manolache              | 3:27.36  | q          |
| 9         | 1    | Belarus        | Natallja Salahub, Iryna Chliustava, Ilona Usovitj, Svjatlana Usovitj           | 3:27.38  | SB         |
| 10        | 2    | Tyskland       | Claudia Hoffmann, Claudia Marx, Jana Neubert, Grit Breuer                      | 3:27.75  |            |
| 11        | 2    | Mexiko         | Liliana Allen, Magali Yanez, Ana Guevara, Mayra González                       | 3:27.88  | NR         |
| 12        | 2    | Brasilien      | Maria Laura Almirao, Josiane Tito, Geisa Coutinho, Lucimar Teodoro             | 3:28.43  | SB         |
| 13        | 2    | Ukraina        | Oleksandra Rizjkova, Oksana Iljusjkina, Antonina Jefremova, Natalija Pyhyda    | 3:28.62  |            |
| 14        | 1    | Kamerun        | Mireille Nguimgo, Hortense Béwouda, Carole Kaboud Mebam, Muriel Noah Ahanda    | 3:29.93  | SB         |
| 15        | 1    | Nigeria        | Ngozi Cynthia Nwokocha, Gloria Amuche Nwosu, Halimat Ismaila, Christy Ekpukhon | 3:30.78  | SB         |
| 16        | 2    | Senegal        | Aïda Diop, Mame Tacko Diouf, Aminata Diouf, Fatou Bintou Fall                  | 3:35.18  |            |

### Final
| Placering | Nation         | Tävlande                                                              | Resultat | Noteringar |
| --------- | -------------- | --------------------------------------------------------------------- | -------- | ---------- |
| 1         | USA            | DeeDee Trotter, Monique Henderson, Sanya Richards, Monique Hennagan   | 3.19,01  | SB         |
| 2         | Ryssland       | Olesia Krasnomovets, Natalja Nazarova, Olesia Zykina, Natalja Antiuch | 3.20,16  | SB         |
| 3         | Jamaica        | Novlene Williams, Michelle Burgher, Nadia Davy, Sandie Richards       | 3.22,00  | SB         |
| 4         | Storbritannien | Donna Fraser, Catherine Murphy, Christine Ohuruogu, Lee McConnell     | 3.25,12  | SB         |
| 5         | Polen          | Zuzanna Radecka, Monika Bejnar, Małgorzata Pskit, Grażyna Prokopek    | 3.25,22  |            |
| 6         | Rumänien       | Angela Moroșanu, Alina Rapanu, Maria Rus, Ionela Tirlea-Manolache     | 3.26,81  | SB         |
| 7         | Indien         | Sathi Geetha, K. M. Beenamol, Chitra K. Soman, Rajwinder Kaur         | 3.28.51  |            |
| 8         | Grekland       | Hariklia Bouda, Hrisoula Goudenoudi, Dimitra Dova, Faní Halkiá        | 3.45,70  |            |

## Rekord

### Världsrekord
- Sovjetunionen – 3.15,18 - 1 oktober 1988 - Seoul, Sydkorea

### Olympiskt rekord
- Sovjetunionen – 3.15,18 - 1 oktober 1988 - Seoul, Sydkorea

## Tidigare vinnare

### OS
- 1896 - 1968: Inga tävlingar
- 1972 i München: DDR – 3.23,0
- 1976 i Montréal: DDR – 3.19,23
- 1980 i Moskva: Sovjetunionen – 3.20,2
- 1984 i Los Angeles: USA – 3.18,29
- 1988 i Seoul: Sovjetunionen – 3.15,18
- 1992 i Barcelona: Ryssland – 3-20,20
- 1996 i Atlanta: USA – 3.20,91
- 2000 i Sydney: USA – 3.22,62

### VM
- 1983 i Helsingfors: DDR – 3.19,73
- 1987 i Rom: DDR – 3.18,63
- 1991 i Tokyo: : Sovjetunionen – 3.18,43
- 1993 i Stuttgart: : USA – 3.16,71
- 1995 i Göteborg: USA – 3.22,39
- 1997 i Aten: Tyskland – 3.20,92
- 1999 i Sevilla: Ryssland – 3.21,98
- 2001 i Edmonton: Jamaica 3.20,65
- 2003 i Paris: USA – 3.22,63